# Katharina Buschillion
Katharina Buschillion (erstmals erwähnt am 22. Juni 1389 in Freiburg; † 1436/1437 in Freiburg) war Angeklagte in den Waldenserprozessen in Freiburg i. Üe.

## Biografie
Ihr Vater war der Kaufmann Heinrich Muschillis. Am 22. Juni 1389 heiratete sie den Kaufmann Franciscus Buschillion († 1411). Sie wurde in den Freiburger Waldenserprozessen von 1399 und 1430 verhört, aber nicht verurteilt. Ihr Testament vom 21. September 1439 weist sie dennoch als Waldenserin aus.